# Georg Graber

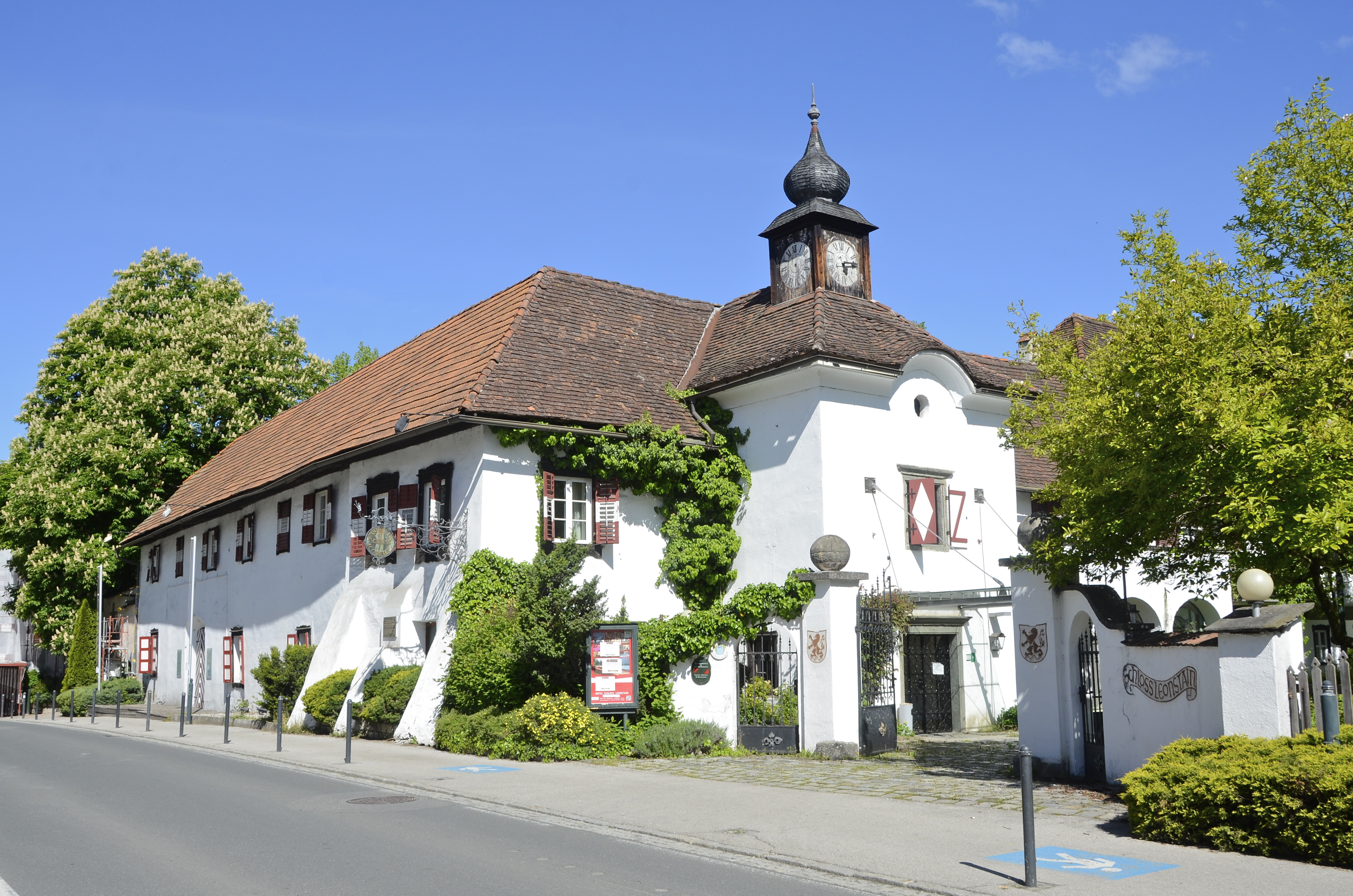
Schloss Leonstain in Pörtschach am Wörther See

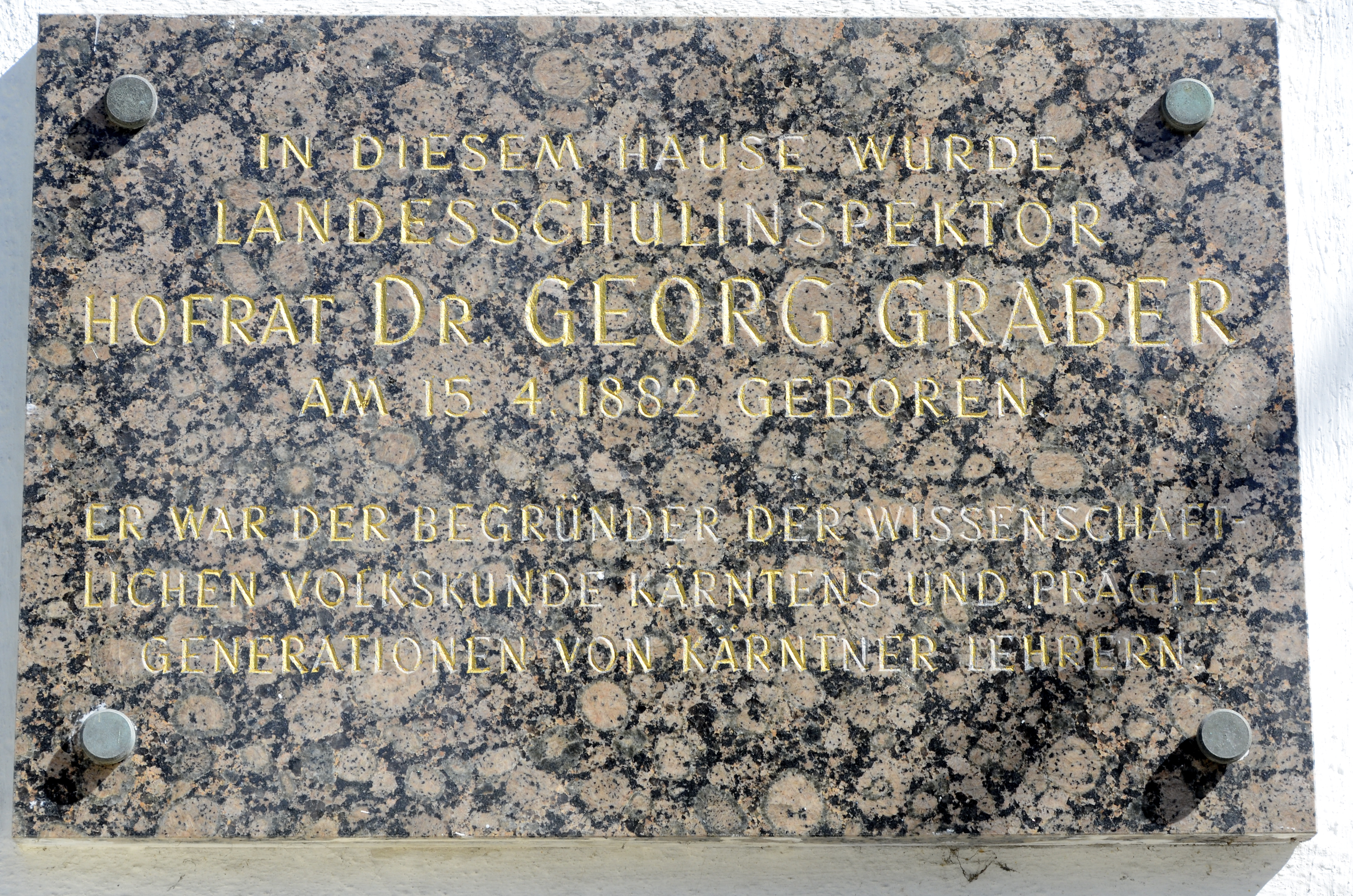
Gedenktafel am Geburtshaus Schloss Leonstain in Pörtschach am Wörther See

Georg Graber (* 15. April 1882 in Pörtschach am Wörther See; † 27. August 1957 in Klagenfurt am Wörthersee) war ein österreichischer Lehrer, Altphilologe, Erzählforscher und Volkskundler.

## Leben
Georg Graber studierte an den Universitäten Graz, Wien und Leipzig Germanistik und klassische Philologie. Bereits im Jahre 1905 promovierte er mit der Dissertation Das Sprunghafte im deutschen Volkslied. – Ein Beitrag zur Textkritik und Erklärung des Volksliedes. zum Doktor der Philosophie.

### Berufliches Wirken

#### Schuldienst ab 1905
Noch im selben Jahr kehrte er nach Kärnten zurück und begann seine Lehrtätigkeit, zunächst an den Gymnasien in Klagenfurt und Villach und ab 1909 an der renommierten Lehrerbildungsanstalt in Klagenfurt.
Nachdem der Direktor dieser Bildungsstätte, Karl Schranzer, am 18. Juli 1919 überraschend verstorben war, wurde Graber einstweilen mit der Schulleitung betraut und überdies am 9. Mai 1921 zum Direktor des Instituts ernannt. In dieser Position wirkte Georg Graber bis zum Jahre 1926, als er der Berufung zum Landesschulinspektor für Pflichtschulen in Kärnten nachkam. Für seine erfolgreiche Tätigkeit im Schuldienst erhielt Graber 1932 durch Bundespräsident Wilhelm Miklas den Titel eines Hofrates verliehen.

#### Während der Zeit des Nationalsozialismus
Von 1940 bis 1945 leitete Grabner die Abteilung „Kultur und Gemeinschaftspflege“ in der Landeshauptmannschaft und Reichsstatthalterei Kärnten und wirkte ab 1942 als Leiter der Stelle für Volkskunde am, als Teil des NS-Ahnenerbes in Klagenfurt  neugegründeten, Institut für Kärntner Landesforschung der Universität Graz. Hauptaufgabe dieser Forschungsstätte, die als Gegengewicht zur Universität Laibach/Ljubljana geschaffen und von Eberhard Kranzmayer geleitet wurde, war es, den deutschen Anspruch auf das okkupierte Gebiet Oberkrains historisch zu festigen. Zusätzlich unterrichtete Grabner von 1943 bis 1945 als Honorarprofessor für Kärntnerische Volkskunde an der philosophischen Fakultät der Universität Graz.
Graber wurde 1941 in die NSDAP aufgenommen (Mitgliedsnummer 8.412.465). Dem Nationalsozialistischen Lehrerbund war er am 1. Juni 1938 beigetreten. Graber war förderndes Mitglied der SS, außerdem engagierte er sich bei der Nationalsozialistischen Volkswohlfahrt, dem Reichsluftschutzbund, dem Reichslehrerbund, dem Reichsbund der Deutschen Beamten und dem Kyffhäuserbund. In der Kärntner Wissenschaftsgeschichte wird Graber gerne als der eigentliche Begründer der kritischen, streng wissenschaftlichen volkskundlichen Forschung im Lande gesehen. Das Gegenteil ist nach dem Historiker Werner Koroschitz der Fall: Nur allzu willfährig stellte Graber seine volkskundlichen Forschungen in den Dienst nationalsozialistischer Herrschaftsphantasien. Seine Zusammenarbeit mit der rassisch-ideologisierten Volkskunde des Forschungsgemeinschaft Deutsches Ahnenerbe der SS ab 1938 und seine Publikationen im Rahmen seiner Tätigkeit am Institut für Kärntner Landeskunde geben ein beredtes Zeugnis vom Ineinandergreifen von Wissenschaft und Politik in Grabers Publikationen. Graber gehörte unter anderem zu den ausgewählten österreichischen Volkskundlern, die in dem Sonderheft der von der Forschungsgemeinschaft Deutsches Ahnenerbe herausgegebenen Zeitschrift „Germanien“, mit dem Titel „Österreich – deutsches Land“, den „Anschluss“ bejubelten.

#### Schulaufsicht und Rassismus nach 1945
Nach dem Ende des Zweiten Weltkriegs kehrte er wieder in den Schulaufsichtsdienst zurück und arbeitete bis zu seiner beruflichen Pensionierung im administrativen Bereich. Auch während seines Ruhestandes widmete er sich weiterhin intensiv der Erforschung des Sagen- und Märchenguts seiner Kärntner Heimat. Ebenso gelang es ihm, in dieser Zeit noch einige seiner Arbeiten antiquierter Volkstumswissenschaften zu publizieren. Er verfocht in seinen volkskundlichen Darstellungen Kärntens auch nach 1945 weiterhin unbeirrt rassistische Ansätze und Wertungen. Im Jahre 1957 verstarb Georg Graber im Alter von 75 Jahren. Ein Teil seines akademischen Nachlasses befindet sich in der volkskundlichen Abteilung im Landesmuseum für Kärnten in der Landeshauptstadt Klagenfurt. Der Traditionsverband Kärntner Landsmannschaft verlieh seit 1981 für „besondere“ Verdienste im Bereich der Volkskultur und Volkskunde die Georg-Graber-Medaille.

## Auszeichnungen und Ehrungen
- 1944 wurde Graber mit dem Primus Lessiak-Preis der, vom Gauleiter Friedrich Rainer gegründeten, Kärntner wissenschaftlichen Gesellschaft ausgezeichnet.[9]
- Anlässlich seiner 43-jährigen Mitgliedschaft ernannte der Geschichtsverein für Kärnten, Georg Graber im Jahre 1952 zum Ehrenmitglied.
- Seit 1982 vergibt die Kärntner Landsmannschaft die Georg-Graber-Medaille für besondere Verdienste um die Kärntner Volkskultur.
- In Klagenfurt-Annabichl ist der Dr.-Georg-Graber-Weg nach ihm benannt.
- In Althofen ist die Dr.-Georg-Graber-Straße nach ihm benannt.
- In Villach (Landskron) ist seit 1960 die Dr.-Georg-Graber-Straße nach ihm benannt.

## Werke
- Der Schlag mit der Lebensrute, eine uralte Form des Erdkultes, In: Carinthia I. Klagenfurt, 1910.
- Die Vierberger. Beitrag zur Religions- und Kulturgeschichte Kärntens, In: Carinthia I. Klagenfurt, 1912.
- (Hrsg.) Sagen aus Kärnten, Dieterich, Leipzig, 1914.
- Der Einritt des Herzogs von Kärnten am Fürstenstein zu Karnburg, Hölder, Wien, 1919.
- (Hrsg.) Kärntner Volksschauspiele, Das Weihnachtsspiel, Bd. 1,  	Österreichischer Schulbücherverlag, Wien, 1922.
- (Hrsg.) Kärntner Volksschauspiele, Das Kärntner Paradeisspiel, Bd. 2, Österreichischer Schulbücherverlag, Wien, 1923.
- (Hrsg.) Kärntner Volksschauspiele, Das Kärntner Spiel vom Leiden und Sterben Christi, Bd. 3, Österreichischer Schulbücherverlag, Wien, 1923.
- (Hrsg.) Der Kärntner Totentanz, Österreichischer Schulbücherverlag, Wien, 1924.
- (Hrsg.) Kärntner Sagen. Eine Auslese., Artur Kollitsch, Klagenfurt, 1925.
- (Hrsg.) Das Gmünder Hirtenspiel aus dem siebzehnten Jahrhundert oder Die Geburt unseres Herrn Jesu Christi, Spittal an der Drau, Selbstverlag, 1930.
- (Hrsg.) Passionsspiel aus Köstenberg: Das Leiden Christi. Ein Trauerspiel in 3 Aufzügen, Leykam, Graz, 1937.
- Volksleben in Kärnten, Leykam, Graz, 1938. (daraus die Dokumentationen: Weihnachten in Kärnten. und Von Stephanstag bis Dreikönig in Kärnten. Auf sagen.at)
- Volkskundliches, In: Oberkrain, Gaupresseamt der NSDAP Kärnten, Krainburg, 1942. (Gemeinsam mit Viktor Paschinger und Martin Wutte).
- (Hrsg.) Ein Kärntner Spiel vom Doktor Faust, Nach einer Handschrift d. Klosters St. Georgen am Längsee, Leykam, Graz, 1943.
- Briccius in Heiligenblut, Kleinmayr, Klagenfurt, 1950.
- Hildegard von Stein und ihre Stiftung, Kleinmayr, Klagenfurt, 1952.
- Holzstabkalender in Kärnten, In: Carinthia I. Klagenfurt, 1954.